# Pedro R.S.
Pedro R.S. (sinh ngày 9 tháng 8 năm 1946) là một huấn luyện viên và cựu cầu thủ bóng đá người Brasil.

## Sự nghiệp Huấn luyện viên
Pedro R.S. đã dẫn dắt Shimizu S-Pulse.